# Baek Dae-ung
Baek Dae-ung (* 18. März 1943; † 13. August 2011) war ein südkoreanischer Musikwissenschaftler.
Er lehrte ab 1987 als Professor für Koreanische Musik an der Chung-Ang University in Seoul, ab 1998 an der Korea National University of Arts.

## Werke
- 한국전통음악분석론 (Eine theoretische Analyse der traditionellen koreanischen Musik). Eoullim, Seoul 2003, ISBN 89-86112-14-5.